# Lucky Jones
Kwaku Etwi (Amsterdam, 27 oktober 1997), artiestennaam Lucky Jones, is een Nederlands‑Ghanese‑Nigeriaanse dj, producer en artiest, actief in Nederland en Ghana. Hij brak door na het winnen van de FunX DJ Battle 2019 en is sindsdien zowel radiopresentator bij FunX als live dj, producer en artiest.  
Hij werkte samen met nationale en internationale artiesten waaronder Quincy Promes, Yxng Le, Rema en ODUMODUBLVCK.
Lucky Jones speelde in de Nederlandse bioscoop–hit Loverboy: Emoties uit, die de nummer 1‑positie bereikte in Nederland en ook vertoond werd in België en Curaçao.

Lucky Jones
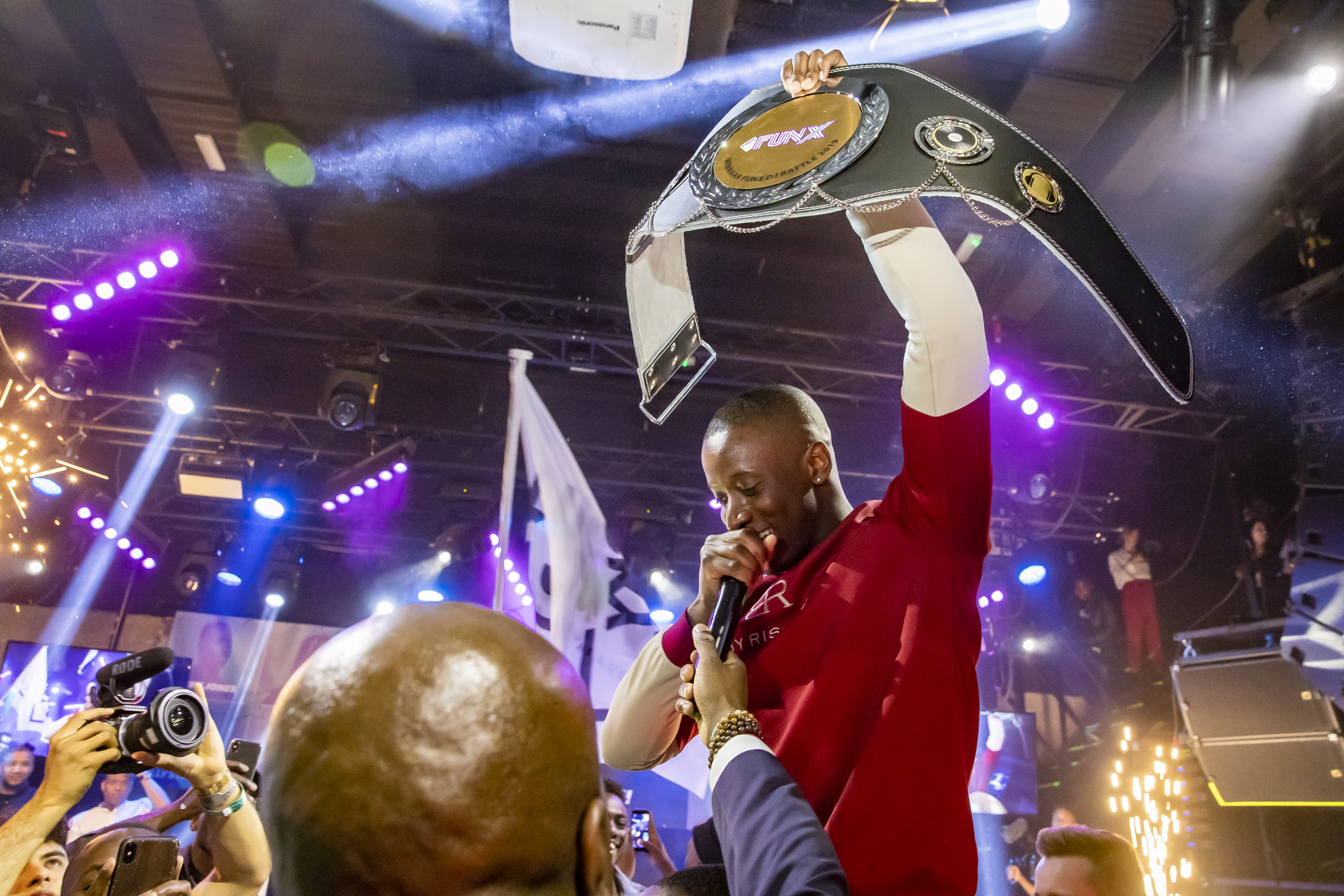
Lucky Jones FunX DJ Battle 2019
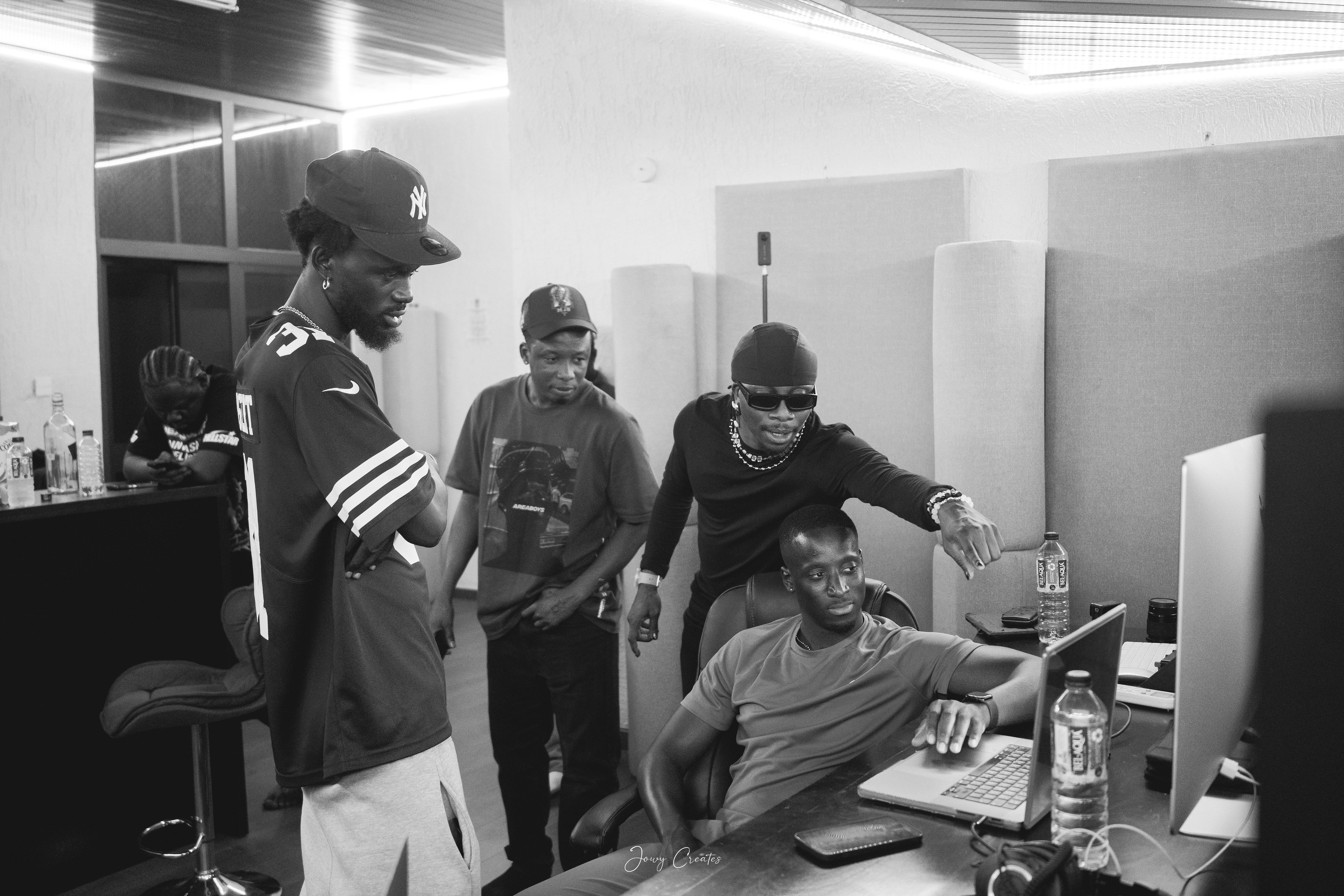
Studio Session with Black Sherif & Oxlade in Ghana (2024)
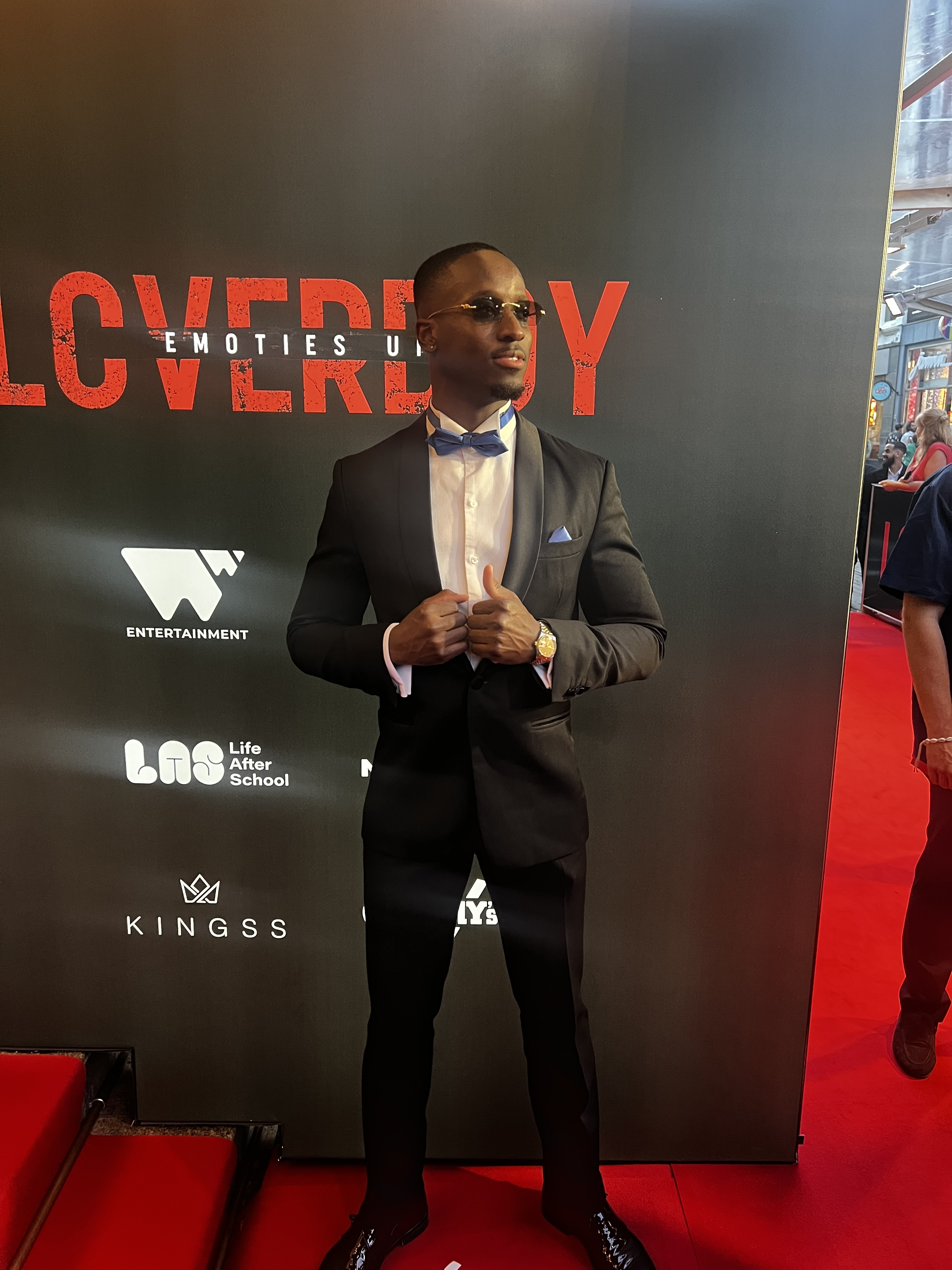
Loverboy: Emoties Uit at Pathé Theater Tuschinski (2024)